# Бранибор Дебељковић
Бранибор Дебељковић (Приштина, 15. април 1916 — Монтреал, Канада, 13. јули 2003) био је српски фармацеут, фотограф-уметник, истраживач старе фотографије, педагог.
Завршио гимназију у Београду и студије фармације у Загребу 1939. Фотографијом се бавио од 1935, најпре аматерски, као члан Фото-секције Српског планинарског друштва и Фото клуба „Загреб“ (од 1936), потом је, са групом истомишљеника, у Београду учествовао у оснивању Клуб фото аматера „Београд“ (1939). Један од оснивача часописа Фотографија у коме је сарађивао од првог броја (август, 1948), до маја 1952 (а главни и одговорни уредник часопсиа био је Јосип Боснар).

## Уметнички рад
Од најранијег деловања у фотографији снимао призоре из сеоског и градског живота, децу, омладину, и пределе – теме које су чиниле окосницу и његовог доцнијег рада претежно израженог у пикторијалном маниру. Током педесетих година више се посветио могућностима самог медија фотографије, у којима је истраживао природне форме, структуре, оптичке ефекте. Показао је способност универзалног ствараоца да са једнаким успехом посвећује пажњу разним темама и различитим модалитетима исказивања у медију фотографије, колико и у интермедијалним преплитањима. Уносио је дух експеримента са циклусима „Гутеограми“ (1967), „Ја и моје не-Ја“ (1984), „Макулаже“ (1971-96).

## Историографски и педагошки рад
Као историограф српске фотографије пионирски је истраживао српску фотографску баштину, и објавио дела Стара српска фотографија (1977, друго издање 2005) и Монографија о Првој изложби фотоаматера у Београду 1901 (1989), као и већи број чланака и огледа о појавама у српској фотографији 19. века и савременог доба. Постхумно је објављена његова књига Београд и Београђани крајем 19. века виђени оком Марка Стојановића (2008). "Више од пет деценија деловао и као хроничар догађања у фотографији и плодан полемичар чије су идеје, отворени погледи и ватрене дискусије, често изазивали жива и плодотворна кретања на позорници савремене српске фотографије. Својим обимним, тематски разнородним и вишеслојним опусом – уметничким, истраживачким, историографским, педагошким – заузео је место једне од водећих личности у фотографији код Срба у другој половини 20. века." (Г. Малић)

## Изложбе
Фотографска дела излагао је групно или самостално на изложбама у Југославији (више пута), Пољској (1961), Финској (1980), Немачкој (1961), Бугарској (1986) и Канади (1998).